# اریک تیل
اریک تیل (انگلیسی: Eric Till؛ زادهٔ ۲۴ نوامبر ۱۹۲۹) یک کارگردان فیلم و کارگردان تلویزیونی اهل انگلستان است که از دهه ۱۹۶۰ در اروپا، ایالات متحده و کانادا فعالیت می‌کند.

## گزیده فیلمشناسی
- لوتر (۲۰۰۳)